# Chrome Web Store
Chrome Web Store é a loja online do Google de
aplicativos da web para o Google Chrome ou Google Apps.
Foi anunciado no Google I/O de conferência em 19 de maio de 2010 por Vic Gundotra e lançado em 6 de dezembro de
2010. O software permite aos usuários instalar e executar aplicações web para o navegador Google Chrome.

## Sobre
Aplicações, temas e extensões do navegador na loja são escritas em HTML, CSS, JavaScript e Google Apps Script, e do Chrome 14, pode usar o Google Native Client.
A loja hospeda aplicativos gratuitos e pagos. Exemplos de aplicações disponíveis na loja incluem os jogos Plants vs
Zombies e Angry Birds . A loja tem sido descrito como sendo como Google Play, mas para "Apps na web ".
A reformulação visual e interface do usuário da loja foi anunciado em 25 de outubro de 2011.

## Críticas
Alguns comentaristas têm questionado a necessidade de uma loja de aplicativos online. Ryan Paulo de Ars Technica disse em 9 de dezembro de 2010: A maneira que os usuários consomem aplicações no mundo desktop e móvel é fundamentalmente diferente do que eles a maneira que eles fazem isso na Web, onde paywalls são frequentemente insultados e não há pouca distinção entre conteúdo e
software. Nesse ambiente, é que o modelo de loja de
aplicativos faz algum sentido? não estamos convencidos ...
Além de jogos, a ideia de uma loja de aplicativos em um
navegador da Web onde a instalação é um pouco mais do que bookmarking - Parece contra-intuitivo e nos deixa com a impressão de que todo o exercício é uma solução em busca de um problema".